# Риль, Рене
Рене Риль (нем. René Ryl; 17 июня 1967, Людвигсфельде) — немецкий боксёр полутяжёлой весовой категории, выступал за сборную ГДР в середине 1980-х годов. Обладатель серебряной медали чемпионата Европы, бронзовый призёр Кубка мира, участник многих национальных первенств и международных матчевых встреч. Ныне — тренер по боксу.

## Биография
Рене Риль родился 17 июня 1967 года в городе Людвигсфельде. Активно заниматься боксом начал в раннем детстве в одном из местных боксёрских залов, выиграл несколько региональных юниорских турниров и в возрасте семнадцати лет был приглашён выступать за столичный спортивный клуб «Берлинер». Первого серьёзного успеха на ринге добился в 1984 году, когда одержал победу на молодёжном чемпионате Европы в Тампере и в полутяжёлом весе занял второе место на взрослом первенстве ГДР. В течение трёх последующих лет неизменно доходил до финала национального первенства, но каждый раз оставался только вторым.
Наиболее успешным в карьере Риля получился 1987 год, когда он, выступая в полутяжёлой весовой категории, выиграл бронзовую медаль на Кубке мира в Белграде и завоевал серебро на чемпионате Европы в Турине (в решающем матче не смог победить советского боксёра Юрия Ваулина). Рассматривался как основной кандидат на участие в летних Олимпийских играх 1988 года в Сеуле, однако по возвращении с тренировочных сборов почувствовал резкое ухудшение здоровья и вынужден был отказаться от квалификации. Врачи диагностировали ему рассеянный склероз, серьёзное аутоиммунное заболевание, поэтому карьеру спортсмена пришлось завершить досрочно, фактически в рассвете сил.
Покинув ринг, Рене Риль несколько лет проработал клерком в фармацевтической компании, затем вернулся в бокс в качестве тренера. В настоящее время занимается подготовкой боксёров в своём родном спортивном клубе «Берлинер».